# サム・アンダーヒル
サム・アンダーヒル（Sam Underhill、1996年7月22日 - ）は、プレミアシップバースに所属するラグビーユニオン選手。

## プロフィール
- アメリカ合衆国・オハイオ州デイトン出身。
- ポジションはフランカー(FL)。
- 身長 186cm、体重 103kg
- U18イングランド代表に選ばれた[1]。
- イングランド代表キャップは22（2020年12月現在）でラグビーワールドカップ2019のイングランド代表に選ばれた[2]。

## 略歴
グロスター、オスプリーズを経て、2017年、バースに加入。 